# 木江町

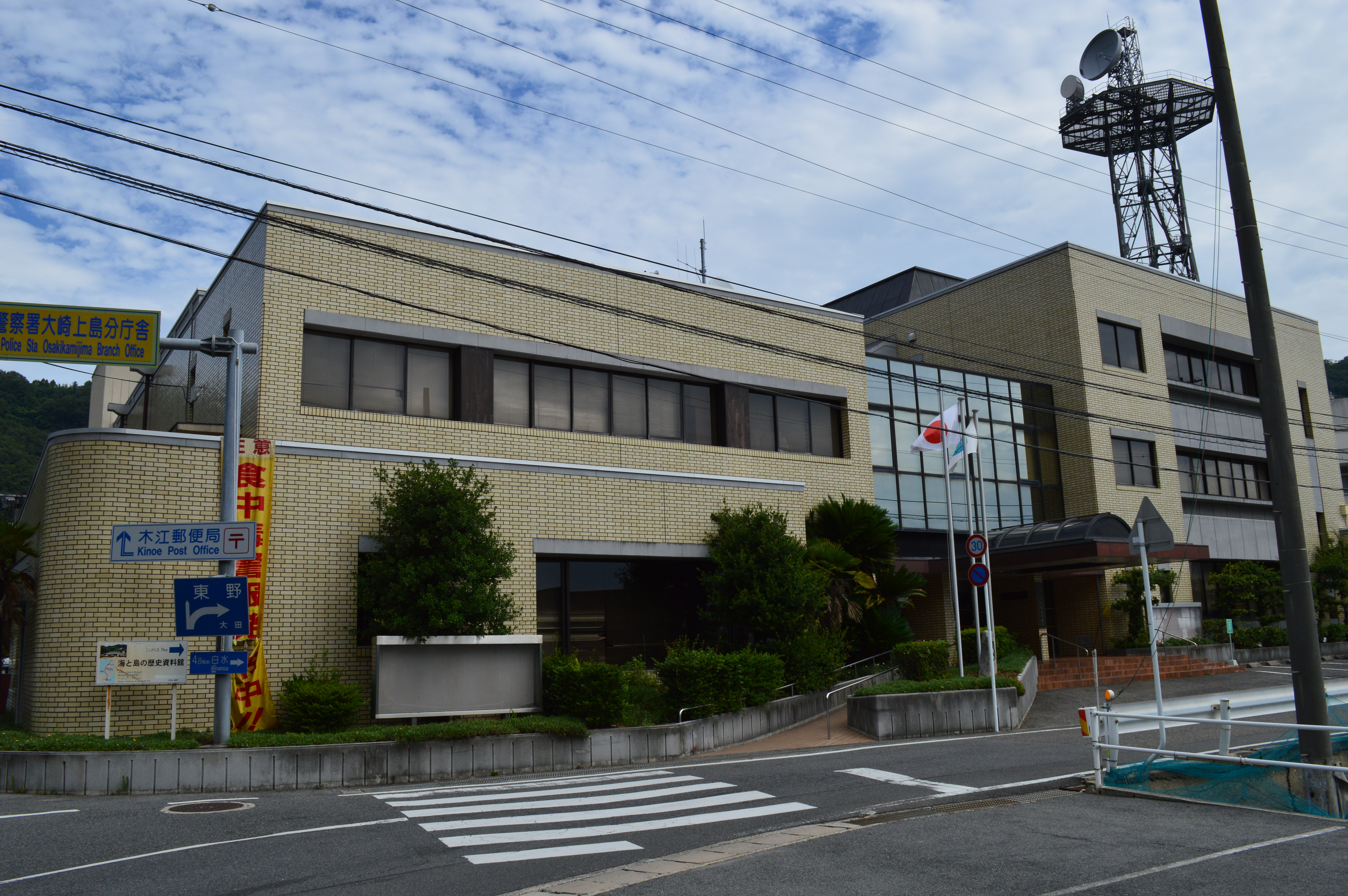
大崎上島町役場木江支所（旧木江町役場）

木江町（きのえちょう）は、かつて広島県に存在した町。町域は大崎上島の南岸部を占めていた。
2003年4月1日、同じ大崎上島にあった豊田郡大崎町・東野町両町と合併（新設合併）して、大崎上島町となり消滅した。

## 地理
- 山
  - 神峰山（標高452.6m）
  - 大畠山（標高330.9m）
  - 高辻山（標高205.0m）

## 沿革
- 1920年1月1日 - 豊田郡中野村の一部（野賀など）と同郡東野村の一部（道中など）が分立し、木ノ江町が成立する。
- 1943年10月1日 - 木江町に改称する。
- 1955年3月31日 - 木江町と豊田郡大崎南村が合併（新設合併）して新たに木江町が成立する。
- 2003年4月1日 - 大崎・東野両町と合併（新設合併）して、大崎上島町となり消滅する[1]。

## 名所・旧跡
- きのえ温泉
- きのえ海水浴場

## 産業
- みかん栽培、造船業

## 大字
- 明石（あかし）
- 沖浦（おきうら）
- 木江（きのえ）

## 交通（2003年3月31日当時のデータ）

### 鉄道
- 町内は一切通過していない。

### 道路
- 国道
  - 町内は一切通過していない。

- 主要地方道
  - 広島県道65号大崎上島循環線

- 一般県道
  - 広島県道358号大田木ノ江線

### 港湾
- 明石港…大崎下島へのフェリーが発着する。
- 沖浦港…高速艇が発着する。
- 木江港…大三島・今治港方面へのフェリー・旅客船が発着する。

## 教育（2003年3月31日当時のデータ）
- 小学校
  - 木江町立木江小学校
- 中学校
  - 木江町立木江中学校

※以前は広島県立木江工業高等学校があったが、広島県立大崎高等学校と統合して広島県立大崎海星高等学校に移行し、廃校になった。